# Zona norte de Chile

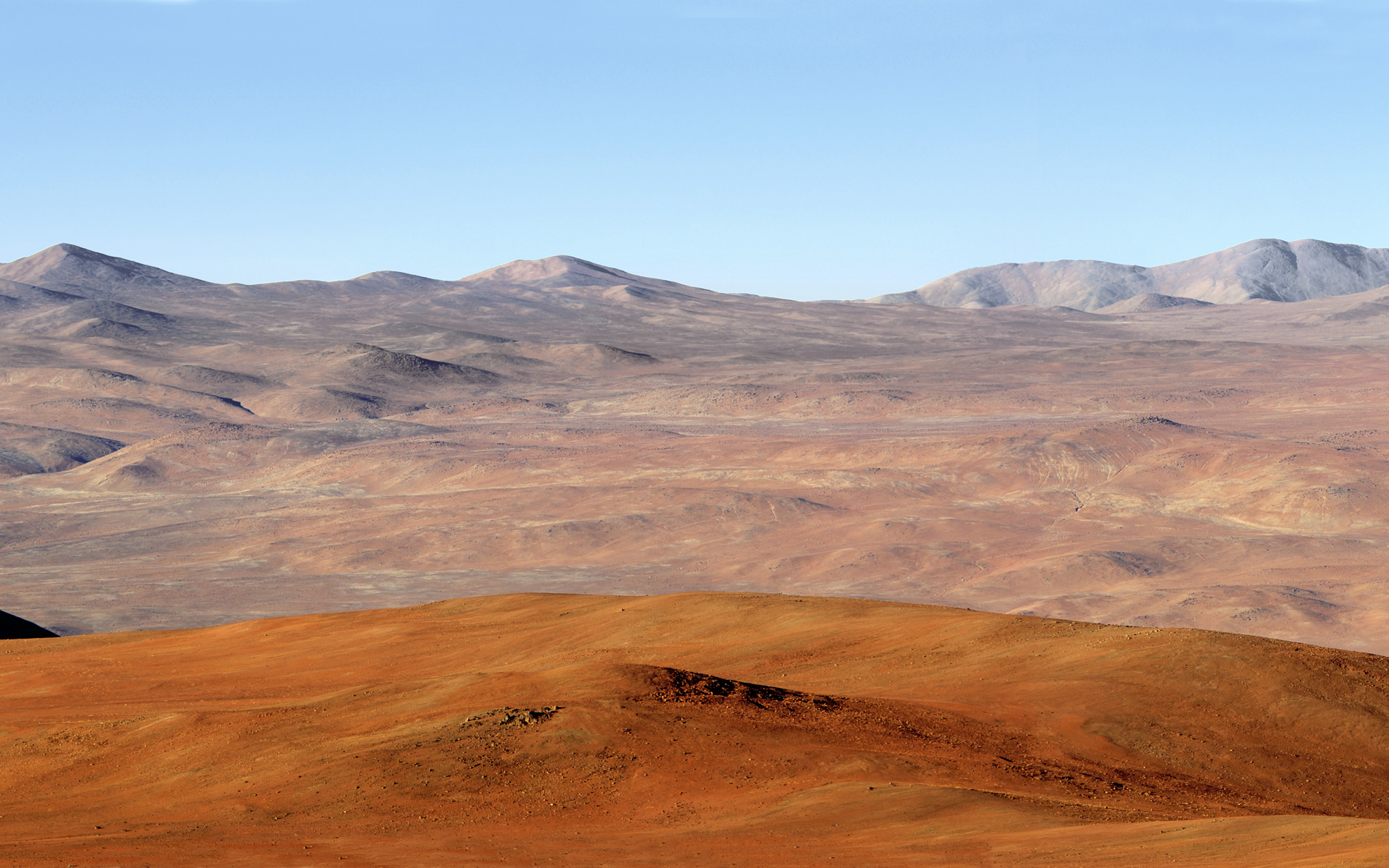
Vista del desierto de Atacama desde el cerro Paranal.

La zona norte de Chile es la designación general dada a las regiones chilenas de Arica y Parinacota, Tarapacá, Antofagasta, Atacama, Coquimbo y norte de la de Valparaíso, caracterizadas por climas secos, desértico en las regiones más septentrionales, por efecto del desierto de Atacama, y semiárido a medida que se acerca a la zona central del país.

## Subzonas
Según la división realizada en 1950 por la Corporación de Fomento de la Producción (CORFO), el norte de Chile está compuesto por dos subzonas:
| Regiones Naturales | Regiones de Chile   | Características |
| ------------------ | ------------------- | --- |
| Norte grande       | Arica y Parinacota  | Clima desértico, acantilados costeros. Cordillera de la costa alta, depresión intermedia y cordillera de los Andes. Altiplano en los Andes, salares, depósitos de cobre y salitre en el interior. Entre el límite norte con Perú y el río Copiapó (27° S). |
| Norte grande       | Tarapacá            | Clima desértico, acantilados costeros. Cordillera de la costa alta, depresión intermedia y cordillera de los Andes. Altiplano en los Andes, salares, depósitos de cobre y salitre en el interior. Entre el límite norte con Perú y el río Copiapó (27° S). |
| Norte grande       | Antofagasta         | Clima desértico, acantilados costeros. Cordillera de la costa alta, depresión intermedia y cordillera de los Andes. Altiplano en los Andes, salares, depósitos de cobre y salitre en el interior. Entre el límite norte con Perú y el río Copiapó (27° S). |
| Norte grande       | Norte de Atacama    | Clima desértico, acantilados costeros. Cordillera de la costa alta, depresión intermedia y cordillera de los Andes. Altiplano en los Andes, salares, depósitos de cobre y salitre en el interior. Entre el límite norte con Perú y el río Copiapó (27° S). |
| Norte chico        | Sur de Atacama      | Clima semiárido, fusión de la cordillera de la Costa y la cordillera de los Andes, valles transversales de este a oeste en vez de depresión intermedia. Sin vulcanismo. Entre el río Copiapó y el río Aconcagua (33° S)                                    |
| Norte chico        | Coquimbo            | Clima semiárido, fusión de la cordillera de la Costa y la cordillera de los Andes, valles transversales de este a oeste en vez de depresión intermedia. Sin vulcanismo. Entre el río Copiapó y el río Aconcagua (33° S)                                    |
| Norte chico        | Norte de Valparaíso | Clima semiárido, fusión de la cordillera de la Costa y la cordillera de los Andes, valles transversales de este a oeste en vez de depresión intermedia. Sin vulcanismo. Entre el río Copiapó y el río Aconcagua (33° S)                                    |

## Cultura
Las tradiciones nortinas están relacionadas con el clima árido, la herencia cultural española, la minería y los pueblos indígenas afines del desierto: aimaras, atacameños, changos, diaguitas, kollas y quechuas. Son mencionadas las características originadas (en cursiva) o adaptadas, que conforman la chilenidad.

### Arte
- Atrapanieblas: Son dispositivos para captar agua de la neblina camanchaca.[1]

- Cocina del norte: Es un tipo de la gastronomía chilena.[2] Destaca el cabrito astronómico, el charquicán, el picante de guatitas y el pisco chileno.

- Música nortina: El baile chino, el baile de Cuyacas, el baile de Morenos de Paso, el cachimbo, la cueca minera, la cueca nortina, la cueca pampina, el huachitorito, el membrillazo, el torito, el trote y el tumbe, que integran las danzas chilenas.[3] Es acompañada por los instrumentos propios: bombo nortino, flautón, pito y tamborcillo. Sound: Es un subgénero de la música y danza tecnocumbia. Sus principales exponentes fueron las bandas Amerika'n Sound, Grupo Alegría, Hechizo, La Gran Magia Tropical y Trópi-ka'l Sound durante los años 1990.[4]

- Jerga nortina: Forma parte del dialecto español chileno.[5]

- Mitología nortina: Forma parte de la mitología chilena, destacando las historias del Alicanto, el Carbunclo, la Lola, los Payachatas y [[Fiesta de La Tirana|la Tirana

### Festividad
- Carnaval nortino: Son celebrados el Carnaval con la Fuerza del Sol, el Carnaval de Putre y el Carnaval del Toro Pullay.

- Día de la Pachamama

- Enfloramiento del ganado: Es una ceremonia aimara celebrada en Caspana durante enero y marzo en la que ocurre el "matrimonio" de animales, principalmente de guanacos y vicuñas, deseándoles prosperidad en la tarea de procrear, ya que de ello también depende la supervivencia de los poblados altiplánicos.

- Feria nortina: Expomin, Feria Costumbrista Frutos del Norte, Feria Internacional de Artesanía y Exponor: Es una exhibición internacional de tecnologías e innovaciones para la industria minera y energética realizada cada dos años en Antofagasta.[6]

- Fiesta católica nortina: Destacan la Festividad de San Lorenzo, la Fiesta de La Tirana, la Fiesta de la Virgen de la Candelaria, la Fiesta de la Virgen del Rosario, la Fiesta de las Peñas y la Fiesta del Niño Dios de Sotaquí. [7]

- Quema de monos